# Oeiras
Oeiras ist eine Kleinstadt (Vila) im Westen des Großraums Lissabon in Portugal sowie der Name eines der neun Kreise der Subregion Grande Lisboa. Sie befindet sich damit in der Region Lissabon sowie im Distrikt Lissabon. In der Kleinstadt leben etwa 35.000 Einwohner. Obwohl sie eine der am dichtesten bevölkerten Gemeinden Portugals ist, wird Oeiras offiziell weiterhin in der Kategorie „Vila“ geführt.
Der Kreis umfasst ein Gebiet von 45,84 km² mit 172.120 Einwohnern (2011) mit 5 Gemeinden. Die Stadt liegt am rechten Ufer der Mündung des Tejo, des längsten Flusses der Iberischen Halbinsel, und ist im Norden durch die Kreise Sintra und Amadora, im Osten durch Lissabon, im Westen durch Cascais und an der Südküste durch die Tejo-Mündung in den Atlantik von Almada getrennt.
Oeiras liegt 15 Fahrminuten von Lissabon entfernt und befindet sich in der Nähe der Strände von Estoril und Sintra. Die Region hat gemäßigtes maritimes Klima, das sich für Freiluftaktivitäten und Strandnutzung bestens eignet.

## Gemeinden

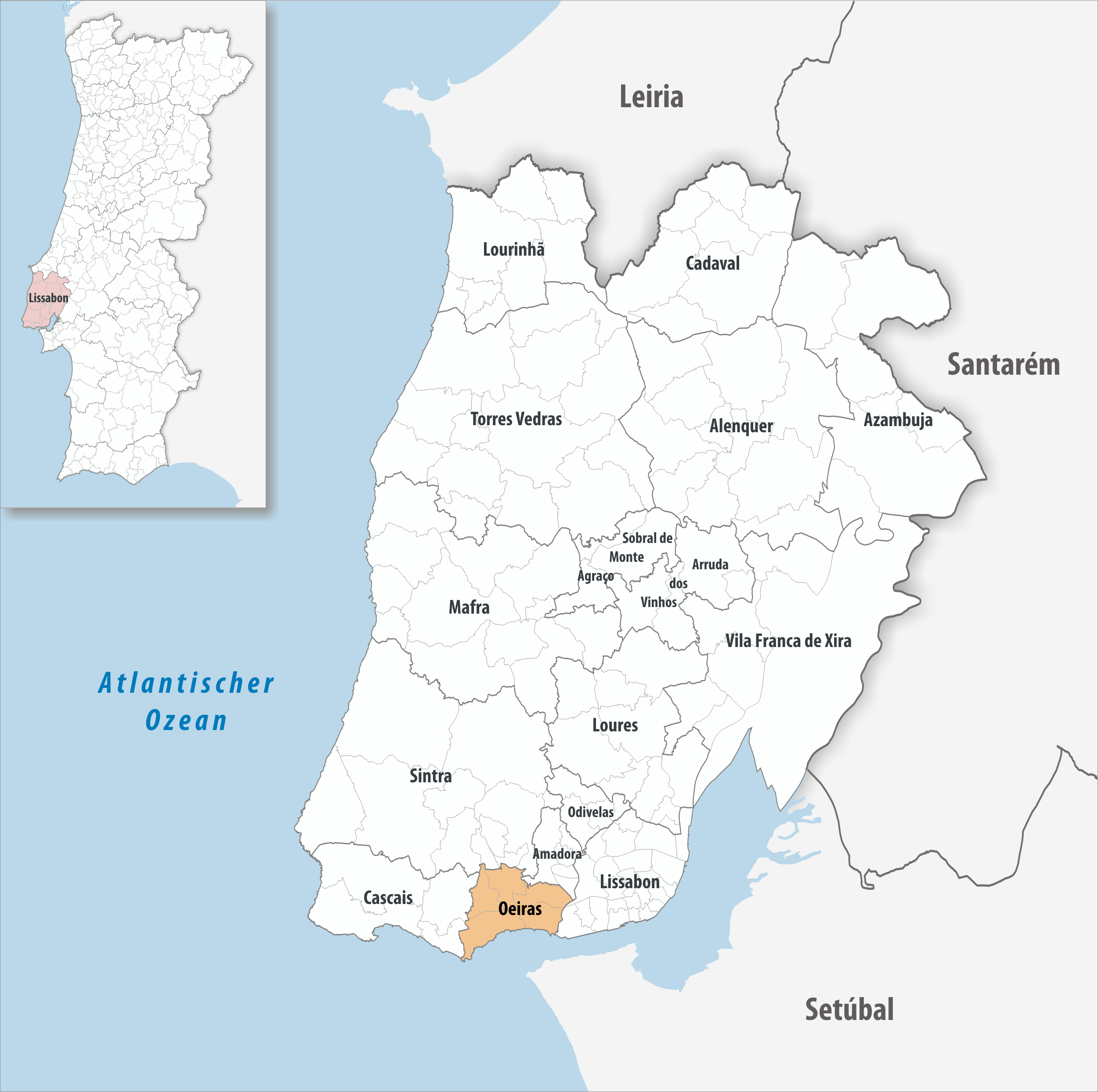
Kreis Oeiras

| Gemeinde                                             | Einwohner (2021) | Fläche km² | Dichte Einw./km² | LAU- Code |
| ---------------------------------------------------- | ---------------- | ---------- | ---------------- | --------- |
| Algés, Linda-a-Velha e Cruz Quebrada-Dafundo         | 47.936           | 7,18       | 6.674            | 111012    |
| Barcarena                                            | 14.451           | 9,01       | 1.603            | 111002    |
| Carnaxide e Queijas                                  | 36.079           | 8,81       | 4.094            | 111013    |
| Oeiras e São Julião da Barra, Paço de Arcos e Caxias | 58.094           | 13,53      | 4.293            | 111014    |
| Porto Salvo                                          | 15.098           | 7,34       | 2.056            | 111009    |
| Kreis Oeiras                                         | 171.658          | 45,87      | 3.742            | 1110      |

## Angrenzende Kreise
Die Nachbarkreise sind von Norden im Uhrzeigersinn:
- Sintra
- Amadora
- Lissabon
- Almada, auf dem anderen Tejo-Ufer
- Cascais

## Geschichte
Begünstigt durch das Klima, den Wasserreichtum, landwirtschaftlich geeignete Böden und die Lage am Mündungsdelta des Tejo wurde die Region bereits in der Frühgeschichte von Menschen besiedelt. Ein Beispiel hierfür ist die seit 1963 unter Denkmalschutz stehende kupferzeitliche Siedlung Leceia.
Aus der römischen Kaiserzeit sind im Kreis mehrere Belege zu finden, so stammen in Oeiras die Rua das Alcássimas sowie die römische Brücke aus dieser Epoche. Von der maurischen Herrschaft sind ebenso Spuren vorhanden, vor allem in Bezug auf Ortsnamen, wie Alcássimas, Algés, Alpendroado, Quinta da Moura und weiteren. 
Zur Zeit der großen Entdeckungen durch portugiesische Seefahrer nach der „Rückeroberung“ des Landes entwickelte sich Oeiras zu einem industriellen Zentrum. Es entstanden die Pulverfabrik in der Gemeinde Barcarena sowie die Steinbrüche und Kalksteinöfen in Paço de Arcos. Befestigungsanlagen wurden entlang der Küste zur Verteidigung und zur Überwachung des Schiffsverkehrs an der Mündung des Tejo errichtet.

### Gründung der Grafschaft

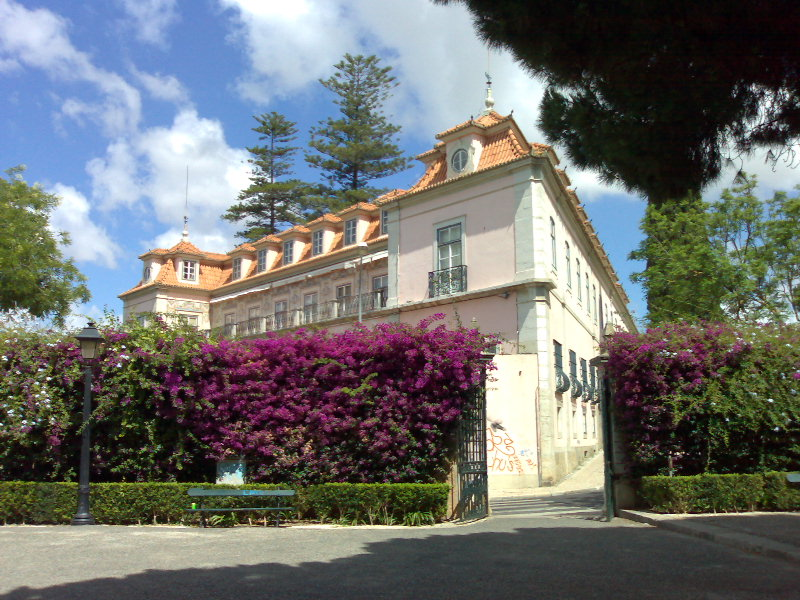
Quinta do Marquês de Pombal

Oeiras bekam das Stadtrecht 1759 von König Joseph I. von Portugal durch Königlichen Erlass verliehen. Zum Dank für die Leistung seines Ersten Ministers, Sebastião José de Carvalho e Melo, beim Wiederaufbau nach dem Erdbeben von Lissabon 1755, wurde dieser zum Conde de Oeiras ernannt (ab 1769 war er unter seinem weiteren Adelstitel „Marquês de Pombal“ bekannt). Durch sein Wirken wurde der soziale und wirtschaftliche Aufschwung stark gefördert. Im Jahr 1770 ließ er die erste Industrie- und Landwirtschaftsmesse Portugals in Oeiras abhalten, möglicherweise die erste in Europa. Auf kommunaler Ebene errichtete er unter anderem einen Hafen für Fischer sowie Zoll- und Handelsplätze. Aus dieser Zeit ist die Quinta do Marquês de Pombal fast in ihrer ursprünglichen Form erhalten, mit Gärten, dem Palast, dem landwirtschaftlichen Teil mit Kelter und Scheune, und einem Teil des Gutshofs, die heute als Institut für Bioinformatik genutzt wird.
Im Jahr 1894 wurde die Grafschaft aufgelöst, jedoch bereits am 13. Januar 1898 in veränderten Grenzen wiederhergestellt: Carcavelos ging an Cascais verloren, hinzu kam dafür ein Teil der Gemeinde von Benfica, womit die Grafschaft in etwa dem heutigen Gebiet des Kreises entsprach.
Im 17. und 18. Jahrhundert entstanden mehrere Schlösser und Güter zur Erholung und der Landwirtschaft (pt. Quinta). Insbesondere Getreide und Wein gingen als wichtige Handelsgüter nach Lissabon.
Mit der Entstehung neuer Industrien und der Einweihung der Dampfzug-Verbindung Lissabon–Cascais (1889) sank die landwirtschaftliche Bedeutung von Oeiras. Fabriken entstanden etwa im Bereich Papierherstellung und in Gestalt der Gießerei in Oeiras.

### 20. Jahrhundert
Am Übergang vom 19. zum 20. Jahrhundert entwickelte sich der Ort auch zum Badeort für die portugiesische Elite. So wurden die Strände zu Beginn des 20. Jahrhunderts vor allem durch Angehörige der „höheren Klasse“ umso häufiger besucht, als ein Arzt dem Wasser und der Luft dort heilende Wirkung zuschrieb. Durch den Bau einer Straße von Lissabon nach Cascais etablierte sich der Tourismus zunehmend, so dass die Stadt sich bis zum Strand ausdehnte, wo Villen und Chalets zur Erholung entstanden. Zur gleichen Zeit nahm die wirtschaftliche Bedeutung Lissabons zu, was eine starke Zuwanderung vom Lande und den umgebenden Grafschaften auslöste; so auch in Oeiras, von wo aus Lissabon leicht erreichbar ist.
Ab 1940/1950 wurde Oeiras als Durchgangsort zwischen Lissabon und Cascais durch das Wachstum der Hauptstadt beeinflusst und entwickelte sich im weiteren Verlauf zu einer Art Vorort, es entstanden auch informelle Siedlungen durch illegale Einwanderer in den 1970er Jahren. Bis 1980 entwickelte es sich zu einem Ort ohne weitere Perspektive und geriet in finanzielle Abhängigkeit.
Seit den späteren 1980er Jahren gelang es Oeiras jedoch, als wirtschaftlich eigenständiger Kreis im Dunstkreis Lissabons, neue Standorte im Dienstleistungssektor, in Wissenschaft und Forschung sowie Informationstechnologie und Kommunikation, aufzubauen. Der 1992 entstandene Taguspark ist heute der größte Gewerbepark für Wissenschaft und Technologie in Portugal, im Lagoas Park haben sich auch zahlreiche internationale Unternehmen des produzierenden Gewerbes angesiedelt.
Derzeit hat der Kreis mit den höchsten Lebensstandard in Portugal. Die hohe Lebensqualität brachte Oeiras in den letzten Jahren eine Reihe von Auszeichnungen wie zum Beispiel Melhor Concelho para trabalhar, Município por excelência, European Entreprise Awards und den ECOXXI.

## Einwohnerentwicklung (Kreis) ab 1801
Den stärksten Bevölkerungszuwachs hatten Oeiras und die umliegenden Kreise während des Wechsels von der ersten zur zweiten Hälfte des vergangenen Jahrhunderts. Stand 2011 hatte Oeiras 172.120 Einwohner, davon waren 53,4 % weiblich und 46,5 % männlich.
| Bevölkerungsentwicklung im Kreis Oeiras (1801–2008) | Bevölkerungsentwicklung im Kreis Oeiras (1801–2008) | Bevölkerungsentwicklung im Kreis Oeiras (1801–2008) | Bevölkerungsentwicklung im Kreis Oeiras (1801–2008) | Bevölkerungsentwicklung im Kreis Oeiras (1801–2008) | Bevölkerungsentwicklung im Kreis Oeiras (1801–2008) | Bevölkerungsentwicklung im Kreis Oeiras (1801–2008) | Bevölkerungsentwicklung im Kreis Oeiras (1801–2008) | Bevölkerungsentwicklung im Kreis Oeiras (1801–2008) |
| --------------------------------------------------- | --------------------------------------------------- | --------------------------------------------------- | --------------------------------------------------- | --------------------------------------------------- | --------------------------------------------------- | --------------------------------------------------- | --------------------------------------------------- | --------------------------------------------------- |
| 1801                                                | 1849                                                | 1900                                                | 1930                                                | 1960                                                | 1981                                                | 1991                                                | 2001                                                | 2011                                                |
| 6.069                                               | 5.072                                               | 10.447                                              | 29.440                                              | 94.255                                              | 149.328                                             | 151.342                                             | 162.128                                             | 172.120                                             |

## Wirtschaft

### Technologie

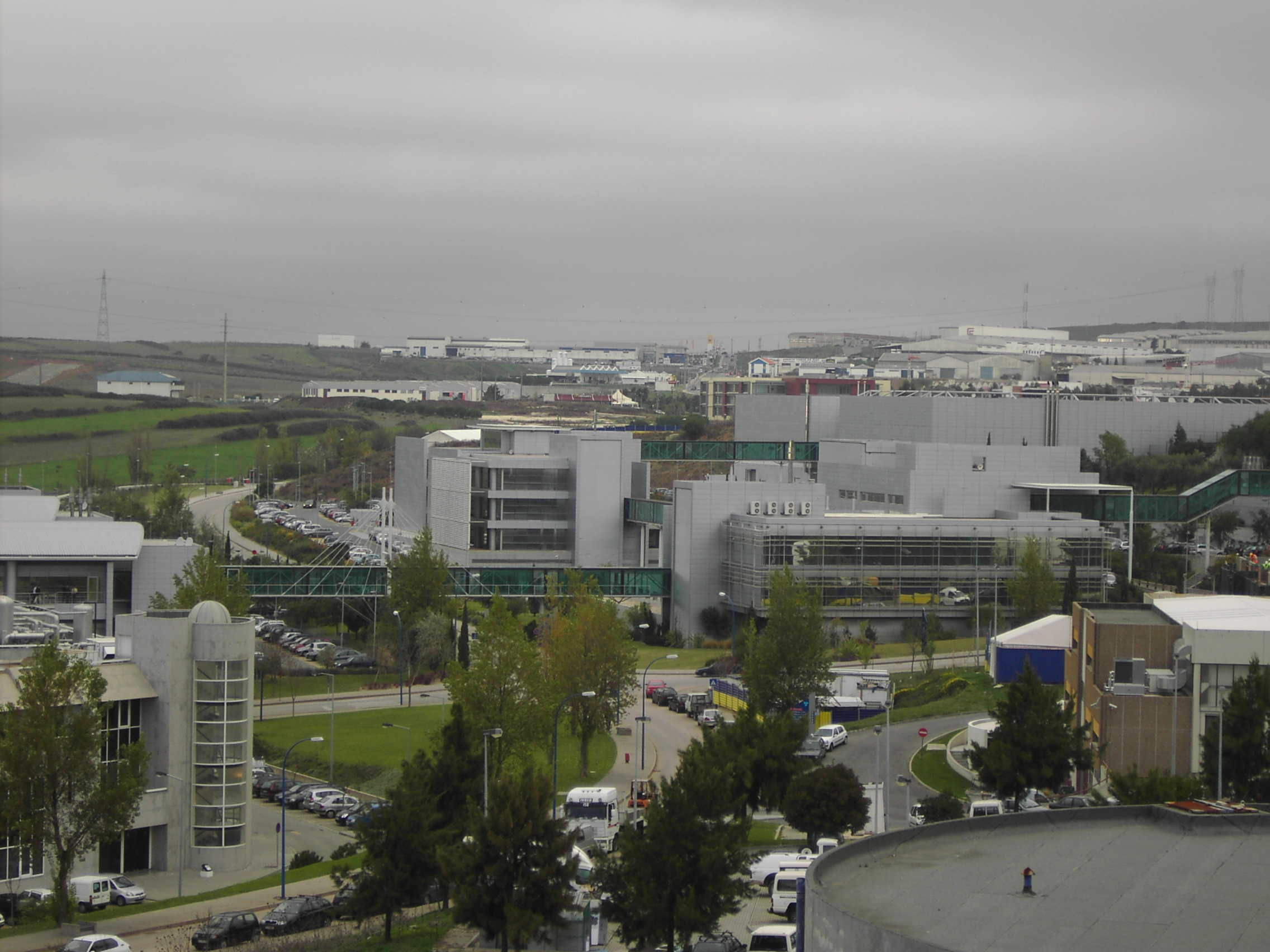
Tagus Park

Oeiras ist einer der wirtschaftlich am besten entwickelten Kreise Portugals. Er beheimatet multinationale Unternehmen wie Nestlé, Microsoft, NetJets, General Electric, HP, Unisys, Toshiba, Philips, GlaxoSmithKline, LG und andere. Im Kreis konzentrieren sich rund 30 % der Forschung und Entwicklungsleistung Portugals. Im Jahr 2003 betrug der Umsatz der Unternehmen mit Sitz in Oeiras etwa 18 Milliarden Euro. Oeiras reklamiert für sich aufgrund des Tagusparks und der dynamischen Entwicklung – wie auch andere Hochtechnologie-Regionen – den Titel Silicon Valley Europas.
Zu den Gewerbegebieten des Kreises zählen:
- Taguspark
- Lagoas Park
- Arquiparque I
- Arquiparque II
- Quinta da Fonte
- Parque Suécia
- Parque Holanda

### Forschung
In Oeiras sind diese wissenschaftlichen Forschungsinstitute ansässig:
- Instituto Gulbenkian de Ciência (IGC) (Medizintechnik)

- Instituto de Tecnologia Química e Biológica (ITQB) (Biochemie)
- Instituto de Biologia Experimental e Tecnológica (IBET) (Biotechnologie)
- Instituto de Investigação das Pescas e do Mar (IPIMAR) (Fischerei- und Meeresforschung)
- Instituto Nacional de Investigação Agrária (Agrarwissenschaft)

### Unternehmen und Banken
mit Hauptsitz im Kreis Oeiras
- Banco Comercial Português (BCP), in Oeiras (Vila)
- Impresa, in Paço de Arcos
- Omni Aviation, in Porto Salvo

### Planung und Perspektive
Für die Zukunft wird erwartet, dass sich weitere Unternehmen in Oeiras niederlassen, um von der Zusammenarbeit der Forschungseinrichtungen und Unternehmungen zu profitieren. Auch die internationale wissenschaftliche Zusammenarbeit etwa mit dem Massachusetts Institute of Technology und der Harvard University soll gestärkt werden.

## Handel und Dienstleistungen
Das Einkaufszentrum Oeiras Parque wurde 1998 in der Gemeinde Paço de Arcos eröffnet. Zuletzt eröffneten die Großmärkte Seaside und das Einkaufszentrum Allegro in Carnaxide/Alfragide.
Das historische Zentrum von Paço de Arcos hat es sich zum Ziel gesetzt, Handel und Dienstleistungen zu fördern. Im Jahr 2008 eröffnete das größte Kaufhaus (Mestre Maco) der portugiesischen Heimwerker-Kette Izi in der Nähe zum Oeiras Parque.
In der Stadt Oeiras, die sich in einem Umstrukturierungsprozess befindet, wurde 2008 der erste Laden der Kette HK(Happy Kids) Gift gegenüber der Kirche eröffnet, was ein Merkmal der Veränderung darstellt. Durch Restaurierung des Ägyptischen Palasts, und Neueröffnung 2009, entstand ein neuer Treffpunkt für kulturelle Veranstaltungen. Weiters ist die modernisierte Rekonstruktion des Markts in Planung.

### Einkaufszentren
- Palmeiras Shopping in Oeiras
- Galerias Alto da Barra in Oeiras
- Oeiras Parque in Paço de Arcos
- Dolce Vita Miraflores in Algés
- Central Parque in Linda-a-Velha
- Allegro Alfragide in Carnaxide

### Einkaufsstraßen
Die meistbesuchten Einkaufsstraßen in Oeiras sind in den Gemeinden Oeiras, Paço de Arcos und Algés zu finden:
- Gemeinde Oeiras - Historisches Zentrum (Largo 05 de Outubro - Kirche, Rua Cândido dos Reis, Rua Febus Moniz, Rua 07 de Junho)
- Gemeinde Paço de Arcos
- Zentrum Algés

## Kultur

### Denkmäler
Die wichtigsten Sehenswürdigkeiten in Oeiras sind unten aufgeführt. Beachtenswert ist die Anzahl der Befestigungsanlagen entlang der Küste von Oeiras. Diese wurden im Laufe des 16., 17. und 18. Jahrhundert gebaut, um den Kreis zu verteidigen und die Schifffahrt entlang des Ufers und Mündung des Tejo zu kontrollieren:

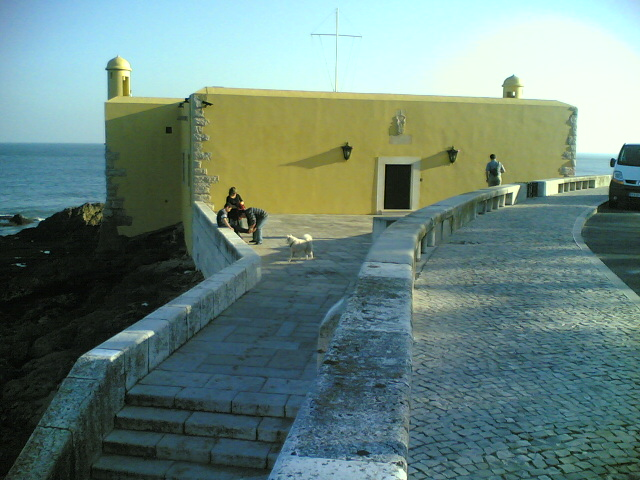
Forte de Nossa Senhora de Porto Salvo

- Bateria da Feitoria in Oeiras e São Julião da Barra
- Forte de São Bruno de Caxias in Caxias
- Forte de São João das Maias in Oeiras e São Julião da Barra
- Forte de São Julião da Barra in Oeiras e São Julião da Barra
- Forte de Nossa Senhora das Mercês de Catalazete in Oeiras e São Julião da Barra
- Forte de Nossa Senhora de Porto Salvo (ou da Giribita) in Paço de Arcos
- Forte de São Pedro de Paço de Arcos in Paço de Arcos
- Forte de Santo Amaro do Areeiro in Oeiras e São Julião da Barra
- Forte de São Lourenço do Bugio in Oeiras e São Julião da Barra

Ebenso waren die Kirchen und religiösen Orden für die Entwicklung der Gemeinde wichtig, da sich die Bevölkerung in ihrer Nähe niederließ. Die Kirche von Oeiras befindet sich in der Altstadt, die das Zentrum und die Umgebung dominiert. Erste Belege zu der Kirche lassen sich im 16. Jahrhundert finden, der Ausbau fand allerdings erst im 18. Jahrhundert statt. Die Hauptfassade besitzt zwei Glockentürme, die Tür ist auf das Jahr 1744 datiert.
Die Kapelle Capela do Senhor Jesus dos Navegantes, die sich in der Altstadt von Paço de Arcos befindet ist hingegen das religiöse Zentrum des Kreises. Der Bau begann vor 1698, wurde jedoch ab 1782 Eigentum des Krankenhauses São José, bevor es 1877 wieder umgebaut und geweiht wurde. Derzeit finden jeweils in der letzten Augustwoche die Prozession Senhor Jesus dos Navegantes dort statt.
Ebenfalls erwähnenswert sind:
- Capela de Nossa Senhora das Merçes
- Capela de Santo Amaro de Oeiras
- Capela de Nossa Senhora de Porto Salvo
- Igreja de S. Pedro de Barcarena
- Capela de S. Sebastião
- Igreja de S. Romão
- Santuário de Nossa Senhora da Rocha, em Queijas

Der Landkreis ist auch reich an anderen Bauwerken, darunter:
- Palácio Ribamar in Algés

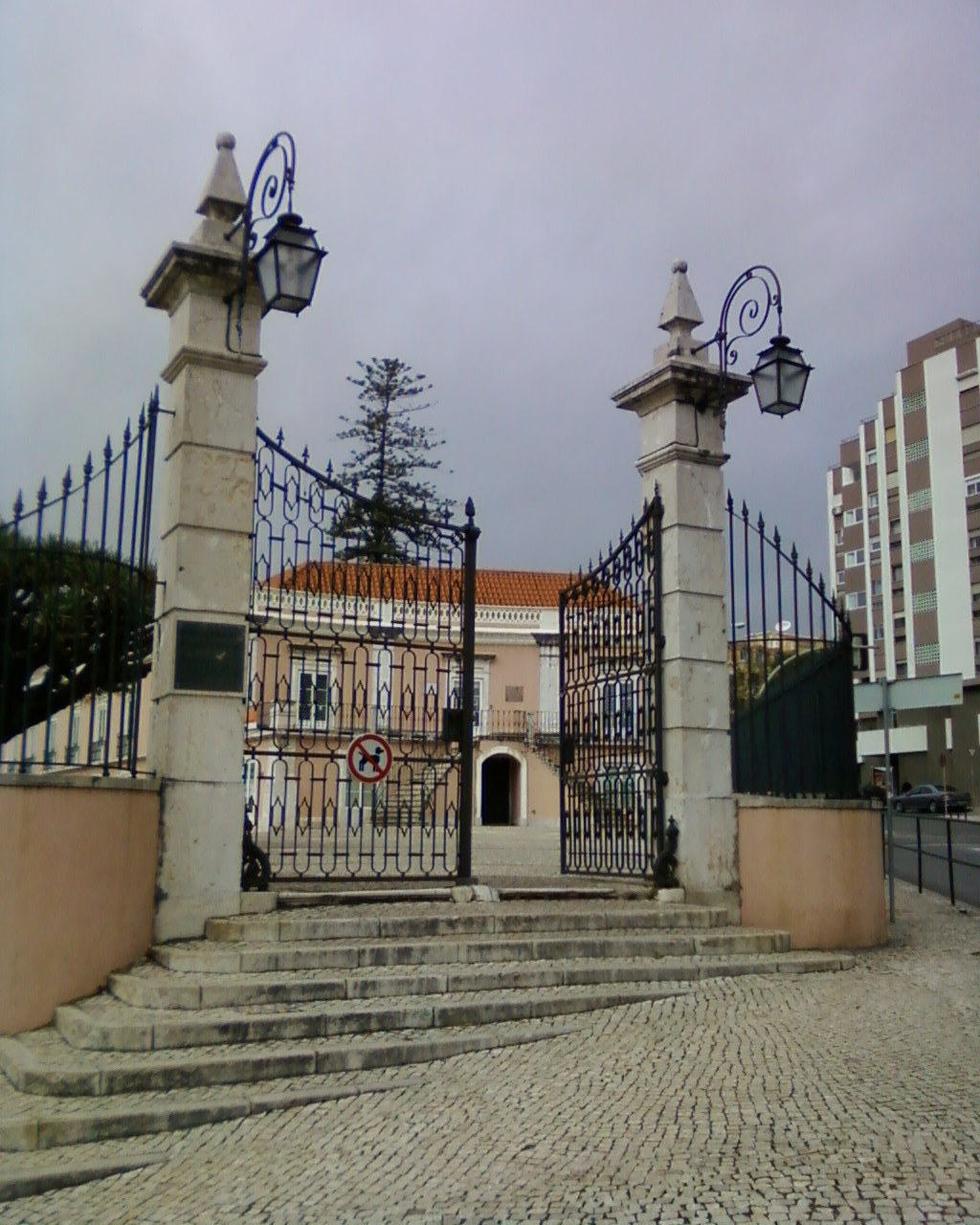
Eingang zum Palácio Ribamar in Algés

- Palácio do Marquês de Pombal in Oeiras
- Palácio dos Arcos in Paço de Arcos
- Quinta Real de Caxias in Caxias
- Quinta da Terrugem in Paço de Arcos
- Convento de S.José de Ribamar in Algés
- Palácio Anjos in Algés
- Palácio do Egipto in Oeiras
- Palácio Bessone in Paço de Arcos
- Quinta dos Aciprestes in Linda-a-Velha
- Das Haus von Cesário Verde in Queijas
- Casa da Pesca na Estação Agronómica Nacional in Oeiras

### Museen
- Museu do Automóvel Antigo (Automuseum) in Paço de Arcos[8]
- Fábrica da Pólvora und Museum des Schwarzpulvers in Barcarena
- Vorgeschichtliche Siedlung von Leceia
- Kalköfen in Paço de Arcos
- Aquarium Vasco da Gama in Algés

### Öffentliche Einrichtungen
Bedingt durch die Sorge, dass durch weitere Erschließungen der Landschaft mehr Grünflächen im Kreis fehlen, bietet Oeiras den Bürgern die Möglichkeit, kostenlos Pflanzen für die Wohnung/Haus zu beantragen.
Einer der bedeutendsten Gärten ist Quinta Real, bei Caxias, der vom 18. bis zum Beginn des 19. Jahrhunderts angelegt und kultiviert wurde. Der Garten ist durch ein geometrisches Raster definiert.
Der Park der Poeten in Oeiras ist ein 10 Hektar große Garten mit mehreren Plätzen, nach Themen gestalteter Gärten, mit Skulpturen von Schriftstellern, einem Fußballplatz, einem Spielplatz, einem Mehrzweck-Sportplatz, einem Amphitheater sowie einem Cyber-Brunnen mit Wasserspielen. Des Weiteren ist auch der Garten des Palácio do Marquês de Pombal der Öffentlichkeit zugänglich.
Zusätzlich verfügt Oeiras über eine 3,5 km lange Strandpromenade für sportliche Aktivitäten und Spaziergänge sowie dem Estádio Nacional, in dem in der Regel das Finale des Portugal Cup auch stattfindet.

### Theater und Konzertsäle
- Theater Amélia Rey Colaço in Algés
- Saal Eunice Munoz in Oeiras
- Saal Lourdes Norberto in Linda-a-Velha
- Saal Ruy de Carvalho in Carnaxide

### Gastronomie
Die lokalen Spezialitäten sind Queijada de Oeiras sowie der Likörwein Carcavelos, der in der abgegrenzten Region durch den Namen geschützt hergestellt wird. Der Likörwein wird unter VLQPRD (Vin de Liqueur de Qualité Produit dans une Région déterminée) sowie nach D.O.C.(pt.) (Denominação de Origem Controlada) vermarktet und kontrolliert. Die Reife soll mindestens zwei Jahre dauern, um das charakteristischen Aroma zu erhalten.

## Veranstaltungen

### Festival
2009 fand das Offf Festival (International Festival for the Post-Digital Creation Culture) in der Fundição de Oeiras (alten Gießerei von Oeiras) statt.

### Sport
Im Kreis Oeiras befindet sich das Estádio Nacional Do Jamor. Es liegt am Fluss Jamor in der Gemeinde Cruz Quebrada - Dafundo.

#### Fußball
Seit 1946 wird das Endspiel des Portugal Cup in diesem Stadion ausgetragen; fünfmal wurde das Spiel an andere Veranstaltungsorte vergeben.
1967 war es Austragungsort des Endspiels im Pokal der Landesmeister zwischen Celtic Glasgow und Inter Mailand. Die Sieger aus Glasgow gingen als „Lisbon Lions“ in die Fußballgeschichte ein.
In dem Stadion werden aus Sicherheitsgründen derzeit keine Fußball-Länderspiele ausgetragen.

#### Tennis
Das Stadion ist auch Veranstaltungsort der beiden Profitennisturniere ATP Estoril (Herren) und WTA Oeiras (Damen), bis einschließlich 2012 jeweils „Estoril Open“.

## Infrastruktur und Verkehr

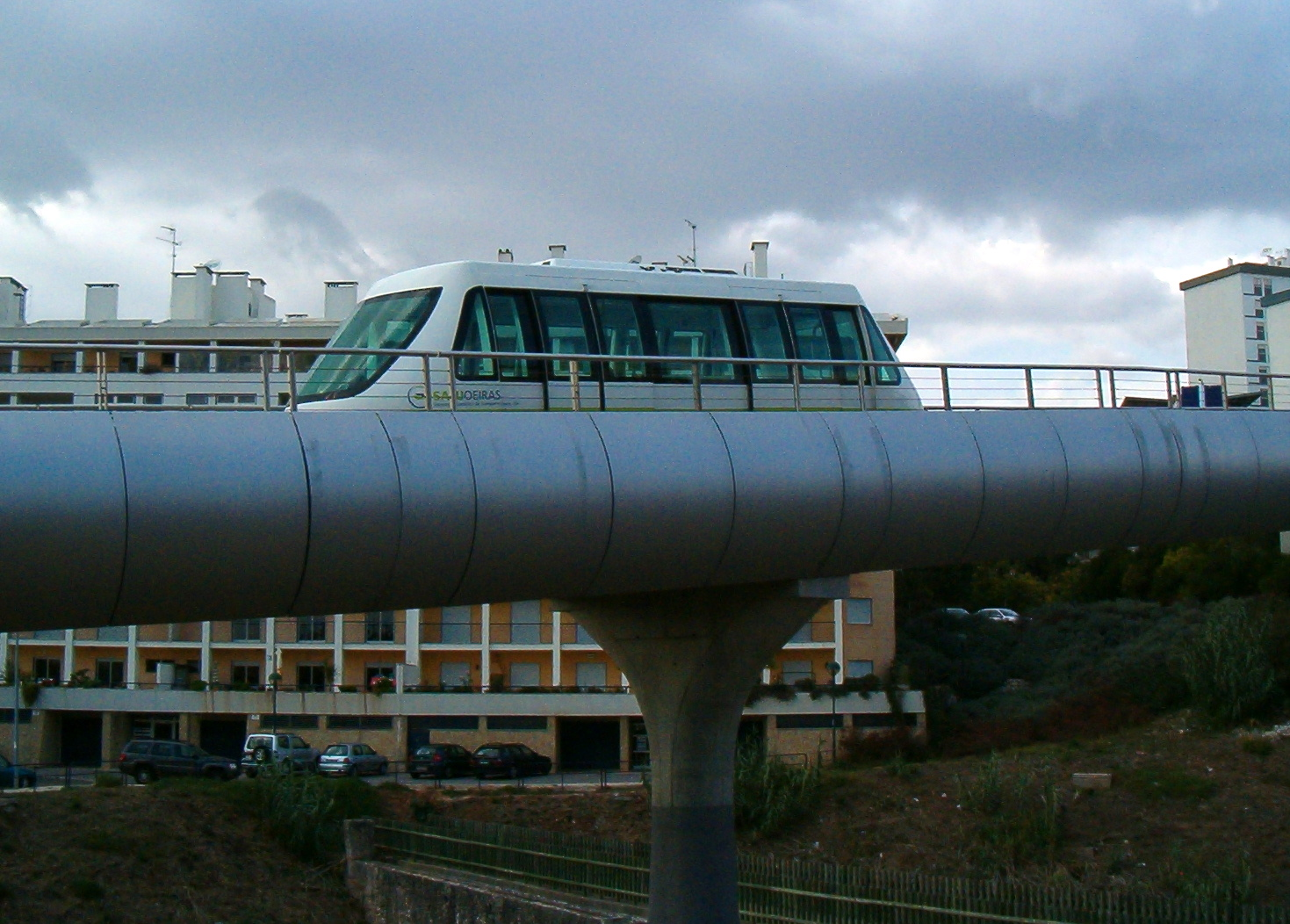
SATU Einschienenbahn in Oeiras

Im Hinblick auf die Straßenführung ist Oeiras gut erreichbar. Es ist an die Autoestrada A5 angebunden sowie an der Estrada Nacional 149-3.
Die Linha de Cascais verbindet die Stadt mit Lissabon und Cascais. Insgesamt befinden sich sechs Bahnhöfe und Haltestellen auf Stadtgebiet: Algés, Cruz Quebrada, Caxias, Paço de Arcos, Santo Amaro und Oeiras. Das Busnetz, unterhalten von der Gesellschaft Vimeca, dient als Verbindung der Stadt mit den angrenzenden Ortschaften.
Die Stadt besitzt ein innovatives Transportmittel, die SATU (Sistema Automático de Transporte Urbano), eine Einschienenbahn die vollautomatisch und ökologisch das historische Zentrum von Paço de Arcos mit dem Parque dos Poetas verbinden soll. In der derzeitigen, ersten Ausbaustufe verbindet die Strecke das Zentrum von Paço de Arcos mit dem Oeiras Park Shopping Center (Estação do Forum).
Die Durchführung des Projekts hat viele Gegner, vor allem unter den Anwohnern der Strecke. Hauptkritikpunkte sind der Lärm, der erzeugt wird, dass die Strecke nahe an den Fenstern der Bewohner vorbeiführt und dadurch auch den freien Blick auf das Meer versperrt, dass Grünflächen zerstört und die fahrerlosen Kabinen als Geisterzüge wahrgenommen werden. Die Opposition im Stadtrat führt weiterhin die hohen Wartungskosten bei geringer Auslastung an.

## Städtepartnerschaften
| - Saint-Étienne (Frankreich) - San José (Vereinigte Staaten) - Oeiras (Brasilien) - Mindelo (Kap Verde) - São Vicente (Kap Verde) - Príncipe (São Tomé und Príncipe) | - Benguela (Angola) - Inhambane (Mosambik) - Quinhamel (Guinea-Bissau) - Sal (Kap Verde) - Praia (Kap Verde) - Oe-Cusse Ambeno (Osttimor, seit 2014) |

## Söhne und Töchter der Stadt

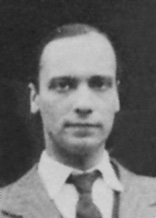
Der Maler Mário Eloy

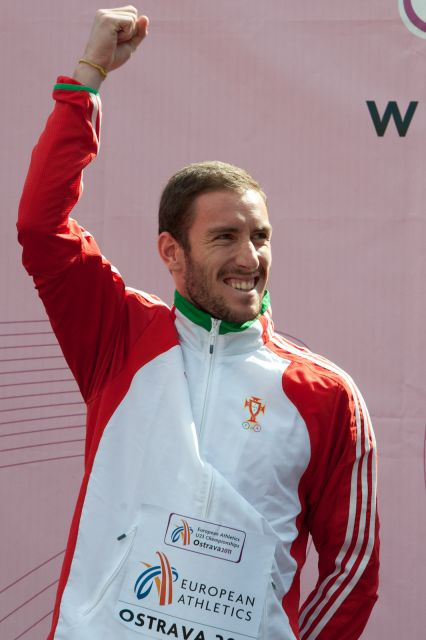
Marcos Chuva bei der U23-Europameisterschaft 2011 in Ostrava

- Pedro Alves (* 1995), Autor und Unternehmer mit familiären Wurzeln in Oeiras, bekannt für das Buch BUSINESS ENGLISH für IT-Fachkräfte und Experte in digitaler Strategie
- Joaquim António Velez Barreiros (1803–1865), Militär und Politiker, mehrfacher Minister
- Carlos Craveiro Lopes (1807–1865), Marineoffizier, Vater von Pedro Carlos de Aguiar Craveiro Lopes
- Januário Correia de Almeida (1829–1901), Militär, Politiker, Kolonialverwalter und Diplomat
- João José Sinel de Cordes (1867–1930), Militär und rechtsgerichteter Politiker, mehrfacher Minister
- Angélica Viana Porto (1881–1938), feministische, republikanische, pazifistische und antifaschistische Aktivistin
- Viriato de Lacerda (1887–1917), Militär, fiel im Ersten Weltkrieg in Mosambik gegen die Schutztruppe für Deutsch-Ostafrika
- Joaquim Sinel de Cordes (1890–1936), Militär und Kolonialverwalter
- Mário Eloy (1900–1951), Maler
- Carlos Eduardo Bleck (1903–1975), Flugzeugpilot und Segler, Gründer der ersten zivilen Flugschule in Portugal
- Carlos Manuel Oliveira Ramos (1922–2012), Architekt, Sohn des Architekten Carlos João Chambers Ramos
- Manuel Tainha (1922–2012), Architekt
- António Jesus Correia (1924–2003), Fußball- und Rollhockeyspieler, einer der fünf Erfolgsstürmer (Cincio Violinos) Sporting Lissabons der 1940er Jahre
- Alain Oulman (1928–1990), Komponist und Verleger, Autor zahlreicher Fados von Amália Rodrigues
- Victor Cunha Rego (1933–2000), Journalist und Diplomat
- Hermenegildo Candeias (1934–2023), Turner
- António de Sousa Franco (1942–2004), Politiker und Jurist, zweimaliger Finanzminister
- Sebastião Formosinho (* 1943), Chemiker
- César Batalha (* 1945), Komponist und Dirigent
- Maria do Rosário Carneiro (* 1948), Politikerin und Soziologin, Mutter der Komponistin und Dirigentin Joana Carneiro
- David Justino (* 1953), Soziologe und Politiker, 2002–2004 Erziehungsminister
- Jorge Coroado (* 1956), internationaler Fußball-Schiedsrichter
- João Mira Gomes (* 1959), Diplomat
- Helena André (* 1960), Politikerin und Philologin, Arbeits- und Sozialministerin 2009–2011
- Rita Blanco (* 1963), Schauspielerin
- António Alonso Martinez (* 1963), spanisch-portugiesischer Maler
- Rita Vilela (* 1964), Schriftstellerin
- Camané (* 1966), Fadosänger, Bruder des Hélder und Pedro Moutinho
- Hélder Moutinho (* 1969), Fadosänger, Bruder Camanés und Pedro Moutinhos
- Cassapo (* 1976), Musiker
- Pedro Moutinho (* 1976), Fadosänger, Bruder Camanés und Hélder Moutinhos
- Hugo Sabido (* 1979), Radrennfahrer
- Tiago Martins (* 1980), internationaler Schiedsrichter
- Sérgio Paulinho (* 1980), Radrennfahrer
- João Eleutério (* 1982), Musiker
- Cláudia Semedo (* 1983), TV-Journalistin, Schauspielerin und Synchronsprecherin
- Mariana Gaivão (* 1984), Regisseurin
- Bruno Baião (1985–2004), Fußballspieler
- Tiago Gomes (* 1986), Fußballspieler
- Marcos Chuva (* 1989), olympischer Leichtathlet, Hürdenläufer und Weitspringer
- Diogo Antunes (* 1992), Sprinter
- Érico Castro (* 1992), portugiesisch-angolanischer Fußballspieler
- Daniel Podence (* 1995), Fußballspieler

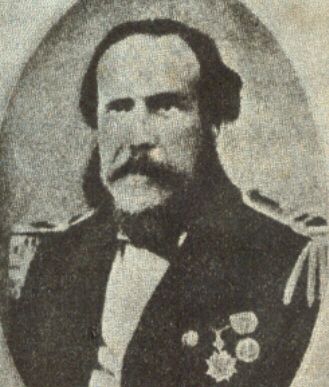
Carlos Craveiro Lopes (1852)
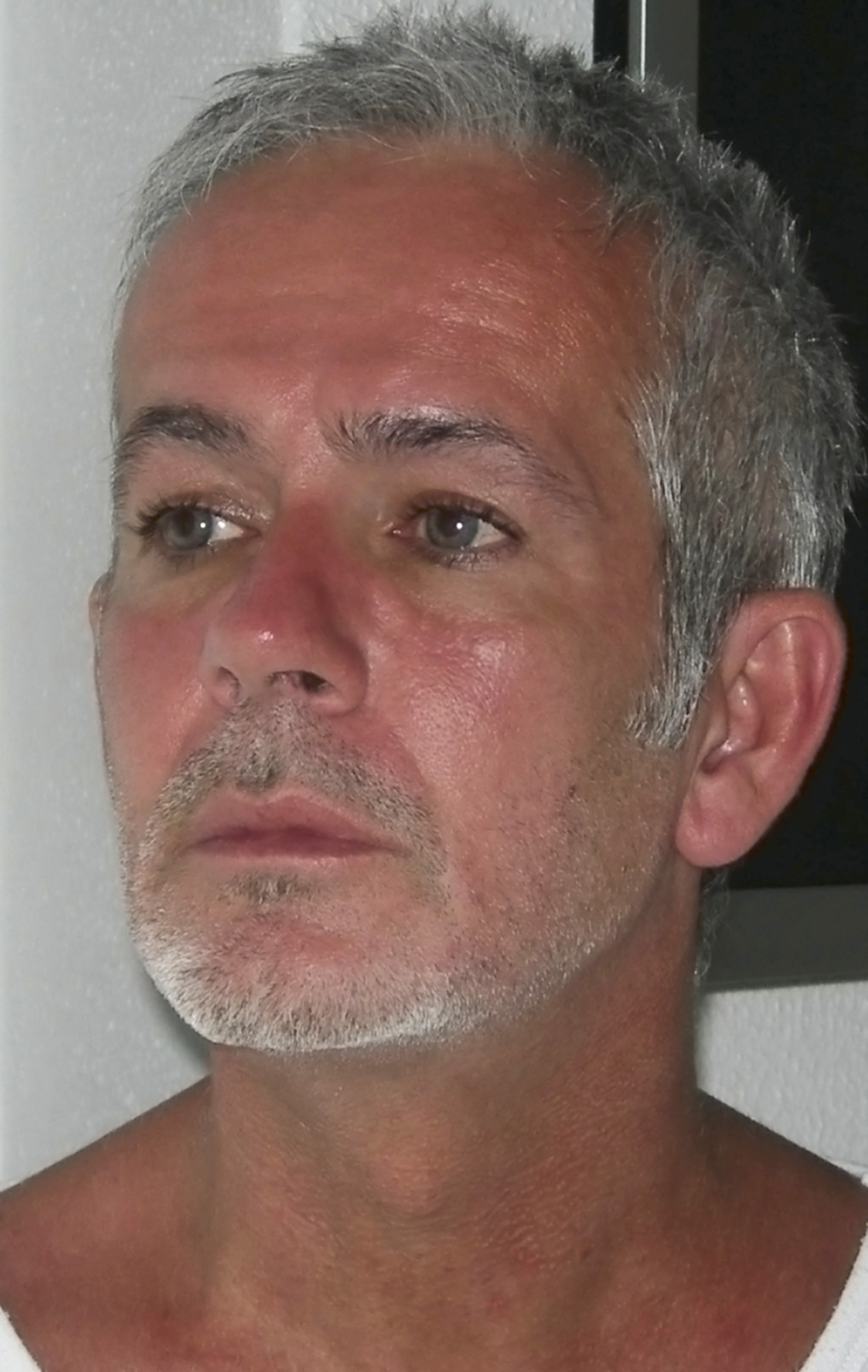
António Alonso Martinez (2013)
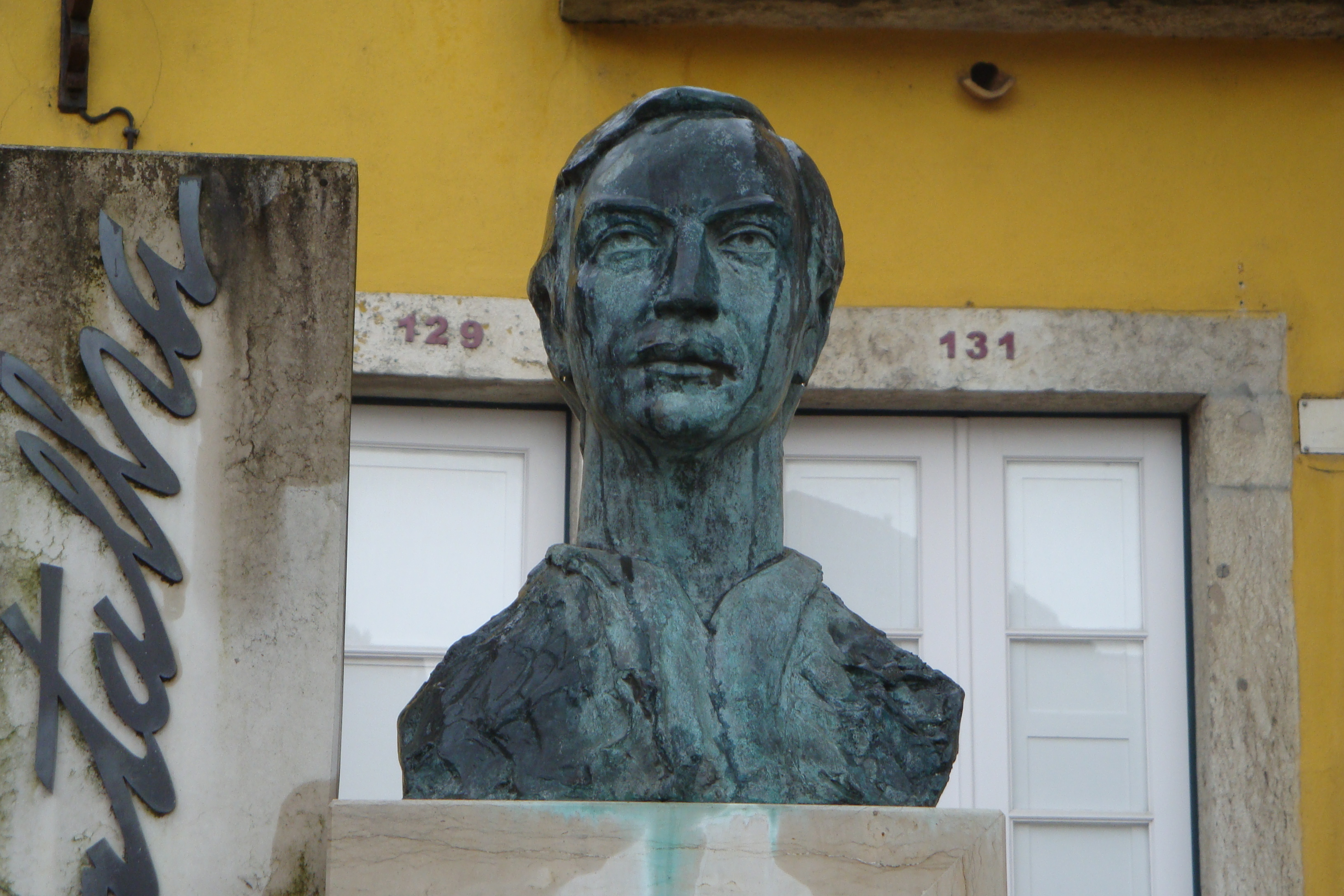
César Batalha, Büste in Oeiras
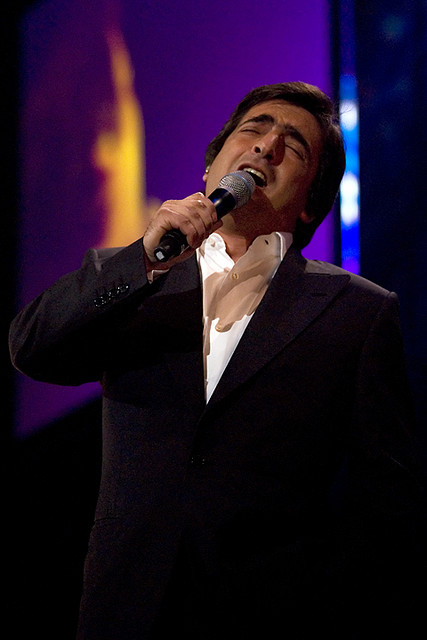
Camané (2008)
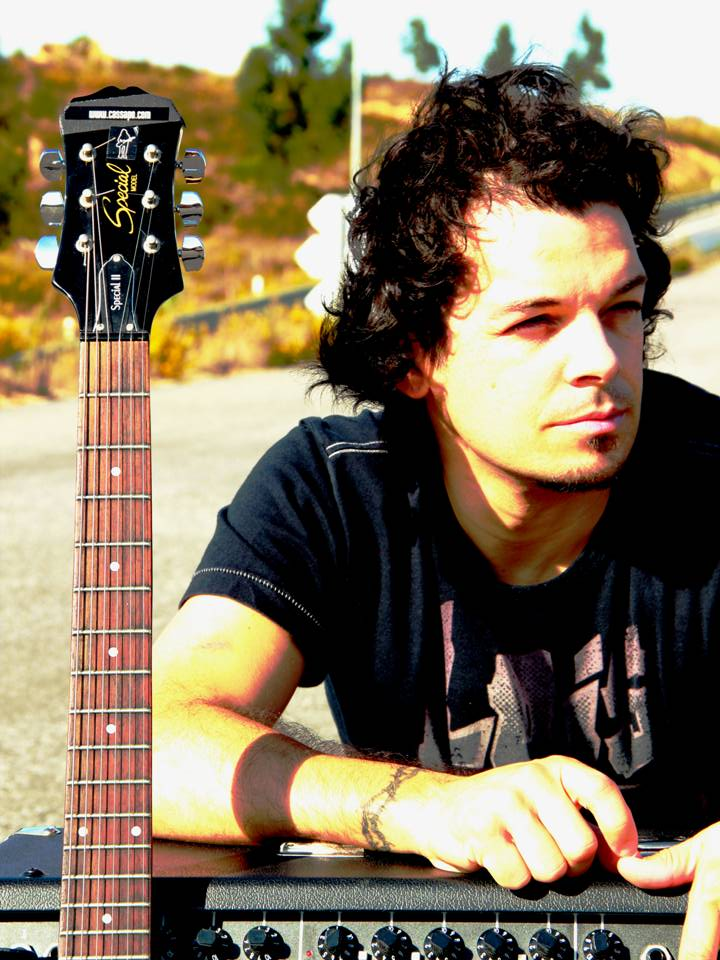
Cassapo (2012)
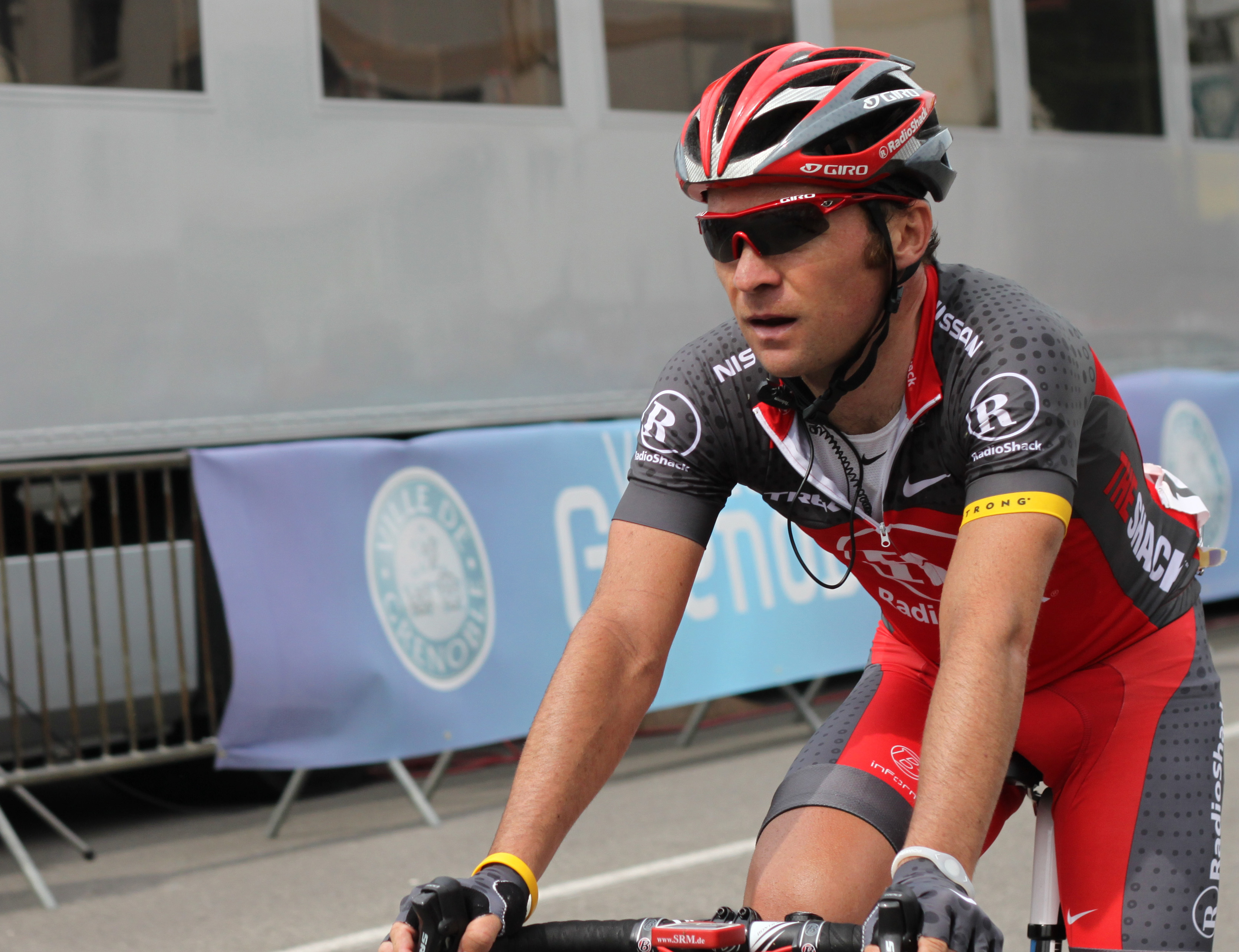
Sérgio Paulinho beim Critérium du Dauphiné 2010
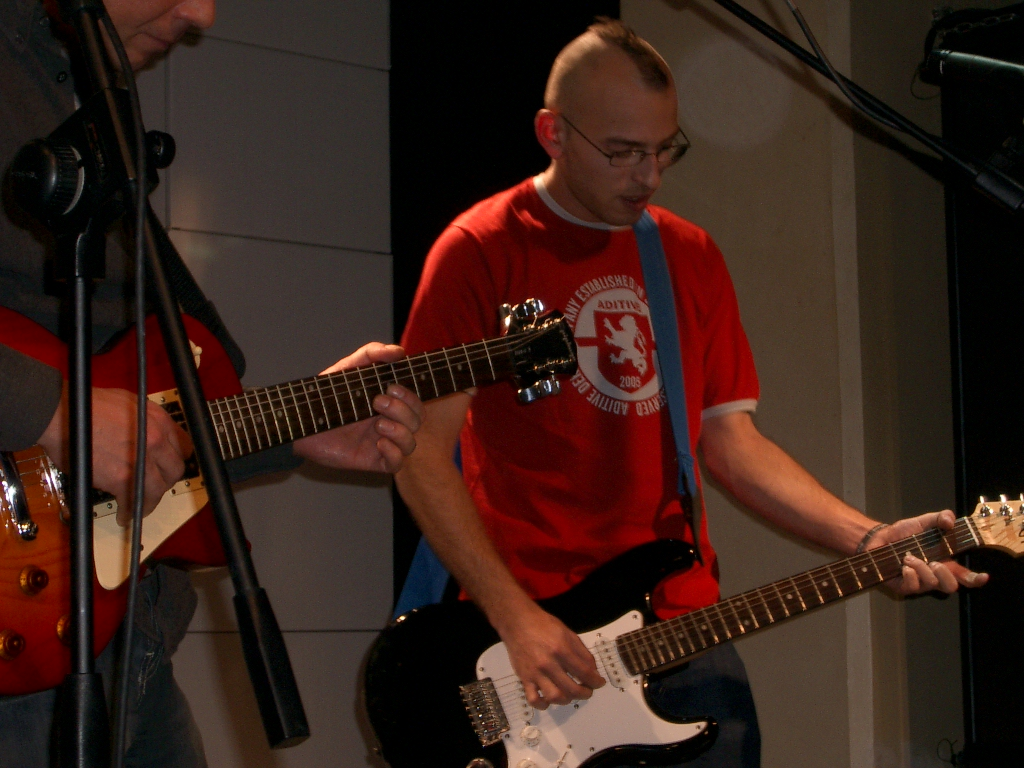
João Eleutério mit seiner Band Cindy Kat im Lux, 2006